# Последњи осветник
Последњи осветник (енгл. Last Man Standing) акциони је филм редитеља Волтера Хила из 1996. са Брусом Вилисом, Кристофером Вокеном и Брусом Дерном у главним улогама. Филм је римејк јапанског филма Јоџимбо Акире Куросаве. Аутор сценарија је Волтер Хил по филмској причи Куросаве и Рјуза Кикушиме, директор фотографије Лојд Ахерн, а композитор Рај Кудер.

## Радња филма
Америка, време Прохибиције. Скитница и плаћеник Џон Смит (Брус Вилис), на путу ка мексичкој граници, налази се у малом тексашком градићу, где су се настаниле две банде кријумчара - Ирац Дојл (Дејвид Патрик Кели) и Италијан Строци (Нед Ајзенберг), који воде бескрајне крваве обрачуне међу собом.
Примичући се једној, затим другој банди, пуцајући прво на неке гангстере, а затим на друге, Смит заправо следи своје циљеве. 

## Глумци
| Глумац             | Улога             |
| ------------------ | ----------------- |
| Брус Вилис         | Џон Смит          |
| Брус Дерн          | шериф Ед Голт     |
| Вилијам Сандерсон  | Џо Мандеј         |
| Кристофер Вокен    | Хики              |
| Дејвид Патрик Кели | Дојл              |
| Карина Ломбард     | Фелина            |
| Нед Ајзенберг      | Фред Стрози       |
| Алегзандра Пауерс  | Луси Колински     |
| Мајкл Империоли    | Ђорђо Кармонте    |
| Кен Џенкинс        | Капетан Том Пикет |
| Ар-Ди Кол          | Џек Макул         |
| Тед Маркланд       | Заменик Боб       |
| Лесли Ман          | Ванда             |
| Патрик Килпатрик   | Фин               |